# لیزا مری پرسلی
لیزا مری پرسلی (انگلیسی: Lisa Marie Presley؛ ۱ فوریهٔ ۱۹۶۸ – ۱۲ ژانویهٔ ۲۰۲۳) خواننده و ترانه‌سرای آمریکایی بود. او تنها فرزند خواننده الویس پرسلی و بازیگر پریسیلا پریسلی و نیز تنها وارث دارایی پدرش بود. پرسلی در حرفه موسیقی مشغول به فعالیت بود و سه آلبوم منتشر کرد. اولین آلبوم او در انجمن صنعت ضبط موسیقی ایالات متحده آمریکا به گواهی طلا رسید. پرسلی همچنین تک‌آهنگ‌های غیر‌آلبومی از جمله دوئت‌هایی با پدرش را با استفاده از ترانه‌هایی که قبل از مرگش پخش شده بود را منتشر کرد.
پرسلی با موسیقی‌دان دنی کیو، خواننده مایکل جکسون، بازیگر نیکلاس کیج و تهیه‌کنندهٔ موسیقی مایکل لاک‌وود ازدواج کرد.

## کودکی
لیزا مری پرسلی تنها فرزند الویس پرسلی در ۱ فوریه ۱۹۶۸ در بیمارستان بابتیست مموریال در ممفیس ایالات تنسی زاده شد. او بسیار مورد علاقه پدر معروفش بود و به‌واسطه او از کودکی با موسیقی آشنایی پیدا کرد. پس از مرگ پدرش در ۱۹۷۷ او به همراه مادرش در بورلی هیلز زندگی کرد.

## حرفه موسیقی
لیزا پرسلی خواننده، ترانه‌سرا و آهنگساز بود. او فعالیت هنری خود را از سال ۲۰۰۳ آغاز کرد و به نام‌های: Now What و To Whom It May Concern و Storm & Grace سه آلبوم از او منتشر شدند.

## زندگی شخصی

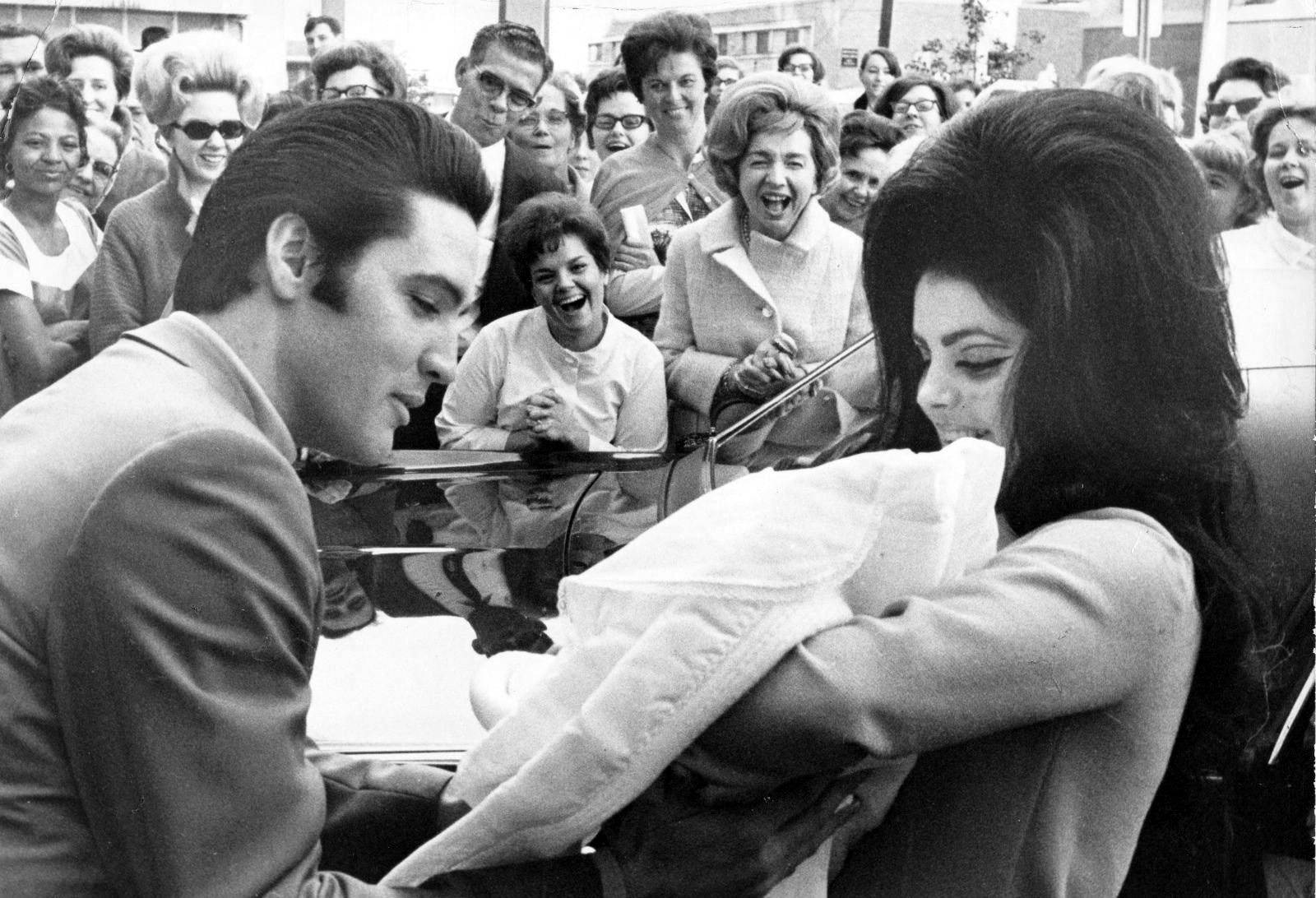
الویس پریسلی (پدر) و پریسیلا (مادر) با لیزا ماری، فوریه ۱۹۶۸

پرسلی در ۳ اکتبر ۱۹۸۸ با موسیقی‌دان دنی کیو ازدواج کرد. آنها دو فرزند داشتند. یک دختر، رایلی کیئو (زادهٔ ۲۹ مه ۱۹۸۹) که بازیگر و مدل است و یک پسر، بنجامین استورم کیو (۲۱ اکتبر ۱۹۹۲ – ۱۲ ژوئیه ۲۰۲۰) بود که بر اثر شلیک به خود درگذشت. پرسلی در ۶ مه ۱۹۹۴ در جمهوری دومینیکن از او طلاق فوری گرفت.
۲۰ روز پس از طلاق از کیو، پرسلی با خواننده مایکل جکسون ازدواج کرد. آنها اولین بار در سال ۱۹۷۵ با هم ملاقات کردند که پرسلی هفت‌ساله در چندین کنسرت او در لاس وگاس شرکت کرد. به گفته یکی از دوستان پرسلی، دوستی بزرگسالی آنها در نوامبر ۱۹۹۲ در لس آنجلس آغاز شد. با آشکار شدن اتهامات کودک آزاری، جکسون برای حمایت عاطفی به پرسلی وابسته شد. پرسلی نگران سلامتی او و اعتیادش به مواد مخدر بود. پرسلی توضیح داد: «من معتقد بودم که او هیچ کار اشتباهی انجام نداده‌است و او به اشتباه متهم شده‌است و بله، من شروع به دوست داشتن او کردم. می‌خواستم او را نجات دهم. احساس می‌کردم که می‌توانم این کار را انجام دهم.» مدت کوتاهی پس از آن، او سعی کرد جکسون را متقاعد کند که این اتهامات را خارج از دادگاه حل کند و برای بهبودی به دوره توان‌بخشی برود. جکسون هر دو کار را انجام داد. در ژوئن ۱۹۹۵ پرسلی در ویدیوی جکسون از ترانهٔ «تو تنها نیستی» حضور یافت. در ژانویه ۱۹۹۶ با استناد به اختلافات آشتی‌ناپذیر، طبق اسناد قانونی، پرسلی درخواست طلاق داد. کارن فی، میکاپ آرتیست جکسون بعداً ادعا کرد که جکسون در ابتدا برنامه‌ریزی کرده بود که ابتدا درخواست طلاق بدهد و پس از اینکه پرسلی از او التماس کرد از انجام این کار منصرف شد. روز بعد، جکسون متوجه شد که پرسلی خودش درخواست طلاق داده‌است. او در اکتبر ۲۰۱۰ در مصاحبه‌ای با مجری برنامه تاک شو اپرا وینفری اعلام که کرد که او و جکسون به مدت چهار سال پس از طلاق تلاش کرده بودند تا با هم آشتی کنند و پرسلی به نقاط مختلف جهان سفر کرده بود تا با او باشد. پس از مرگ جکسون در سال ۲۰۰۹ گزارش شد که پرسلی احساس بهم‌ریختگی کرده‌است.
پرسلی در سال ۲۰۰۰ با موسیقی‌دان جان اوزایکا نامزد کرد. او پس از ملاقات با بازیگر نیکلاس کیج در یک مهمانی، نامزدی با اوزایکا را فسخ کرد. ازدواج سوم پرسلی با کیج بود. آنها در ۱۰ اوت ۲۰۰۲ ازدواج کردند. کیج در ۲۵ نوامبر ۲۰۰۲ درخواست طلاق داد و طلاق در سال ۲۰۰۴ نهایی شد.
در سال ۲۰۰۵ دنی کیو نوازنده گیتار بیس در گروه پرسلی بود و همچنین به عنوان مربی موسیقی او فعالیت می‌کرد. پرسلی هنوز او را یک دوست صمیمی می‌دانست و کیو در مهمان‌پذیر خانه پرسلی زندگی می‌کرد. برادر کوچکتر کیو، توماس کیو، شاهد رسمی عروسی پرسلی با جکسون بود.
پرسلی برای چهارمین بار در ۲۲ ژانویه ۲۰۰۶ با مایکل لاک‌وود که گیتاریست، تهیه‌کننده موسیقی و کارگردانش بود ازدواج کرد. دنی کیو در مراسم عروسی این زوج که در ژاپن برگزار شد به عنوان ساق‌دوش حضور داشت. در مارس ۲۰۰۸ پرسلی پس از گمانه‌زنی‌ها در مورد افزایش وزنش اعلام کرد که باردار است. و همسرش برای اولین بار پدر شد. در ۷ اکتبر ۲۰۰۸ پرسلی دختران دوقلویی از طریق عمل سزارین به دنیا آورد. وزن دوقلوها به ترتیب ۵ پوند ۲ اونس (۲٫۳ کیلوگرم) و ۵ پوند ۱۵ اونس (۲٫۷ کیلوگرم) بود. در سال ۲۰۱۶ پرسلی پس از ده سال ازدواج از لاک‌وود درخواست طلاق داد. در فوریه ۲۰۱۷ پرسلی گفت که دخترانش تحت حضانت حفاظتی قرار گرفتند و او با درخواست لاک‌وود برای حمایت از همسر مخالفت کرد و ادعا کرد که صدها تصویر و ویدئو از پورنوگرافی کودکان در رایانه شخصی همسرش پیدا کرده‌است. طلاق آنها در سال ۲۰۲۱ قطعی شد.

## مرگ
پرسلی در ۱۲ ژانویهٔ ۲۰۲۳ در خانه خود در کالاباساس، کالیفرنیا دچار ایست قلبی شد. قلب او پس از انجام احیای قلبی ریوی در مسیر بیمارستان، دوباره شروع به کار کرد. اما او همان روز در ۵۴ سالگی درگذشت. خبر مرگ او توسط مادرش پریسیلا پرسلی منتشر شد. آخرین حضور عمومی او دو روز قبل، در هشتادمین مراسم جوایز گلدن گلوب بود که همراه با مادرش در آن شرکت کرد. بر اساس گزارش کالبدشکافی، علت مرگ او آسیب ناشی از «انسداد روده کوچک» بود که از عوارض جراحی چاقی که پیش‌تر انجام داده بود ناشی می‌شد.